# Vanda
Pour les articles homonymes, voir Vanda (homonymie).
Genre
Classification phylogénétique
Vanda est un genre d'orchidées épiphytes ou épilithes des forêts tropicales d'Asie et d'Océanie. On les trouve depuis l'est de l'Inde jusqu'à l'Asie du Sud-Est, au sud de la Chine et à Taïwan, et au nord de l'Australie.

## Description
Ce sont des orchidées monopodiales des forêts humides de basse et de moyenne altitude. Elles n'ont pas de pseudo-bulbes mais des tiges avec des feuilles engainantes. Elles produisent de nombreuses racines charnues. Les fleurs se développent à la naissance d'une feuille.

## Culture
Elle est assez difficile en appartement, car les vanda représentent en quelque sorte l'archétype de la plante tropicale : humidité élevée, chaleur élevée, luminosité élevée, bref la culture hors serre est très délicate.

### Substrat
Comme beaucoup d'autres orchidées les Vandas sont épiphytes, elles sont donc à cultiver dans un substrat à base d'écorces de pin. Cependant le plus souvent les vanda et hybrides proches sont vendus directement dans un panier suspendu en plastique. Étant donné qu'il n'y a aucun substrat il faut arroser toujours avec de l'engrais pour stimuler la croissance. Il faut faire tremper la plante dans un seau rempli d'eau environ une heure pour que la plante ait le temps d'absorber assez d'eau. Surtout au printemps et en été. Malgré tout elles peuvent être remises en pot. Il faut un grand pot, plastique si possible. Un mélange 2/3 d'écorce de pin (calibre : 3-4 cm) - 1/3 de charbon de bois (même calibre) offre un mélange très poreux où l'eau ne risque pas de se concentrer et faire pourrir la plante. Il est donc moins nécessaire de fertiliser, surtout en hiver.

### Température
Elle doit être de 15-16 °C minimum la nuit et d'environ 25-27 °C le jour, même si la plupart des espèces ne craignent pas des températures dépassant les 30 °C. Certaines espèces de montagne, comme Vanda coerulea, préfèrent la nuit des températures avoisinant les 13 °C.

### Hygrométrie et arrosage
Elle doit être très élevée. Souvent les vandas cultivées en panier suspendus nécessitent d'être brumisées tous les jours pour maintenir une humidité importante. Beaucoup d'espèces ont une croissance ininterrompue et nécessitent d'être arrosées abondamment durant l'année. Mais plus généralement il faut marquer un repos hivernal en arrosant juste pour maintenir une humidité légère.

### Lumière
Elles exigent une forte lumière. Les Vanda aux feuilles cylindriques comme Vanda teres doivent être exposées en plein soleil toute la journée, c'est ce qui garantit leur floraison et donc rend leur culture en appartement très délicate. Les espèces à feuilles classiques (V. coerulea, tricolor, sanderiana, etc.) ont besoin d'une très forte luminosité - mais pas de plein soleil - aux heures les plus chaudes de la journée.

## Principales espèces

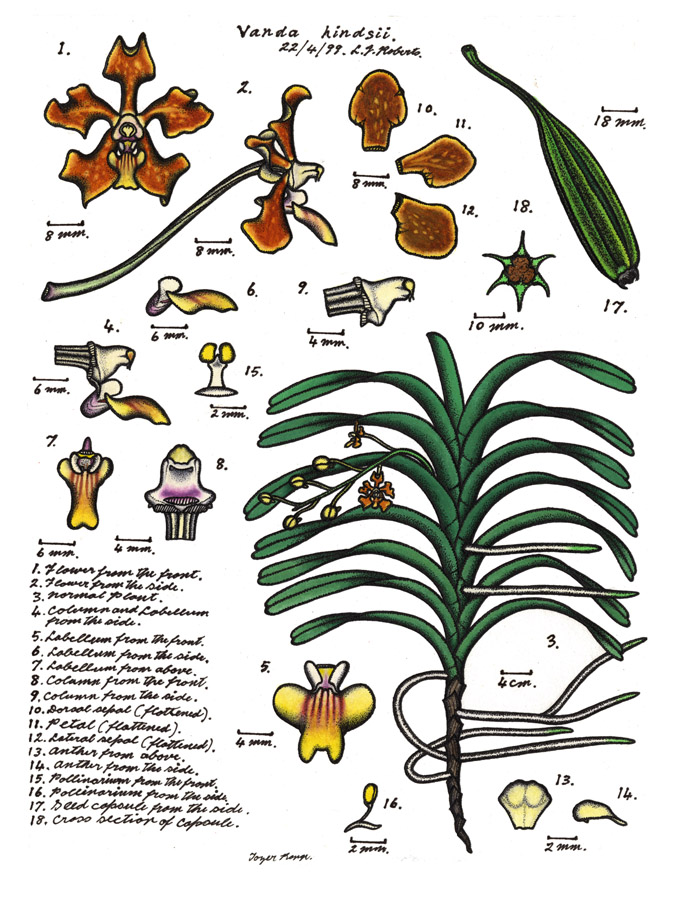
Vanda hindsii, planche descriptive de Lewis Roberts, "Orchids of far north-eastern Queensland" (1995-2003)

Le genre comprend environ quatre-vingts espèces avec beaucoup d'hybrides, certaines plantes peuvent atteindre plus de deux mètres.
- Vanda bensonii Bateman
- Vanda coerulea Griff. ex Lindl.
- Vanda coerulescens Griff.
- Vanda dearei Rchb.f.
- Vanda denisoniana Benson & Rchb.f.
- Vanda lamellata Lindl.
- Vanda luzonica Loher ex Rolfe
- Vanda tessellata (Roxb.) Hook. ex G.Don

De nos jours, les hybrides Vanda ont une plus grande importance horticole que les espèces pures : Vanda 'Miss Joaquim', × Ascocenda (Ascocentrum × Vanda), × Renantanda (Renanthera × Vanda), × Vandanthe (Euanthe × Vanda) etc.

### Espèces déplacées vers d'autres genres
- Pour Vanda teres (Roxb.) Lindl., voir Papilionanthe teres (Roxb.) Schltr.
- Pour Vanda hookeriana., voir Papilionanthe hookeriana

### Quelques photos

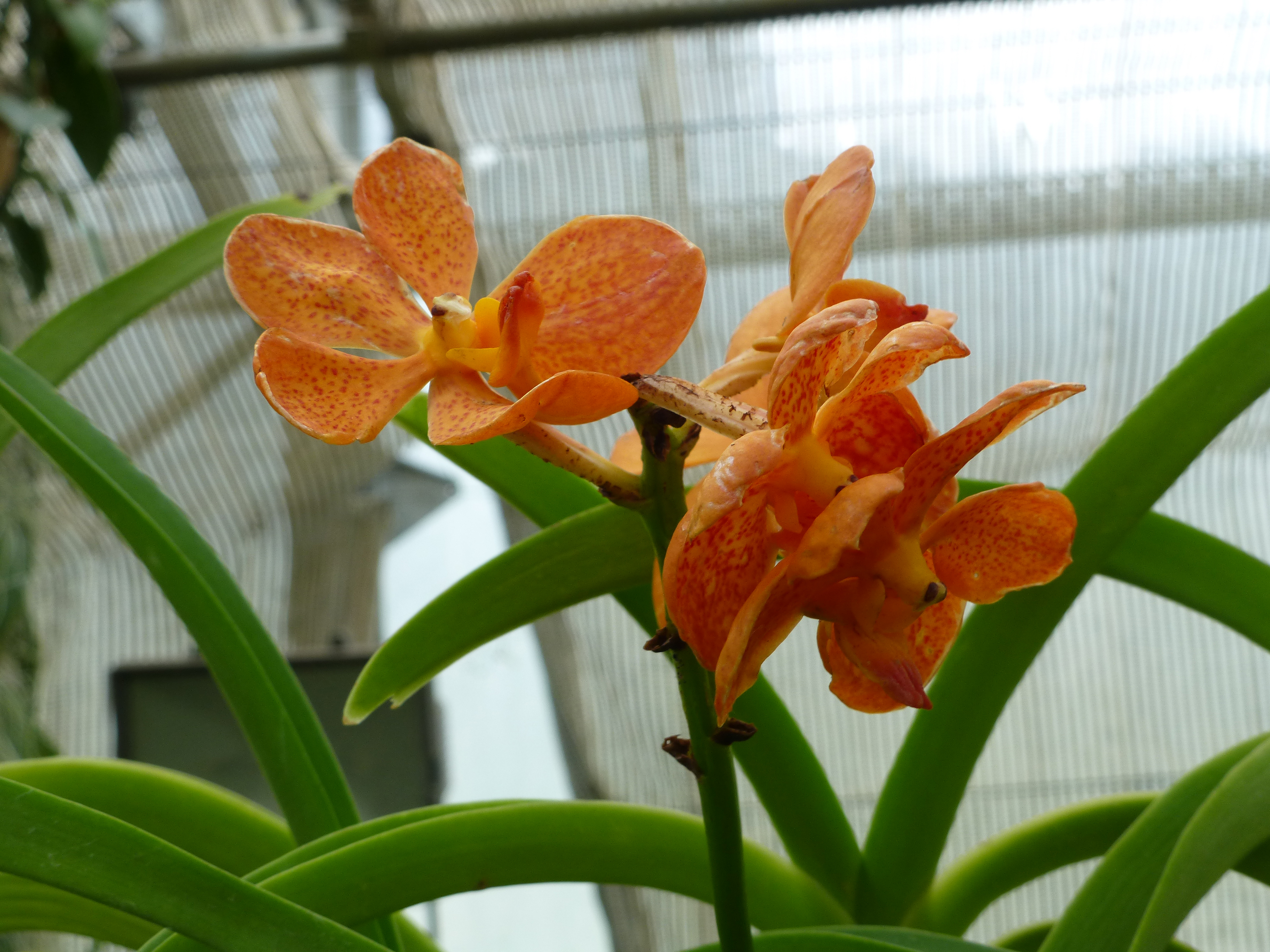
Jardin botanique de la reine Sirikit, Thaïlande
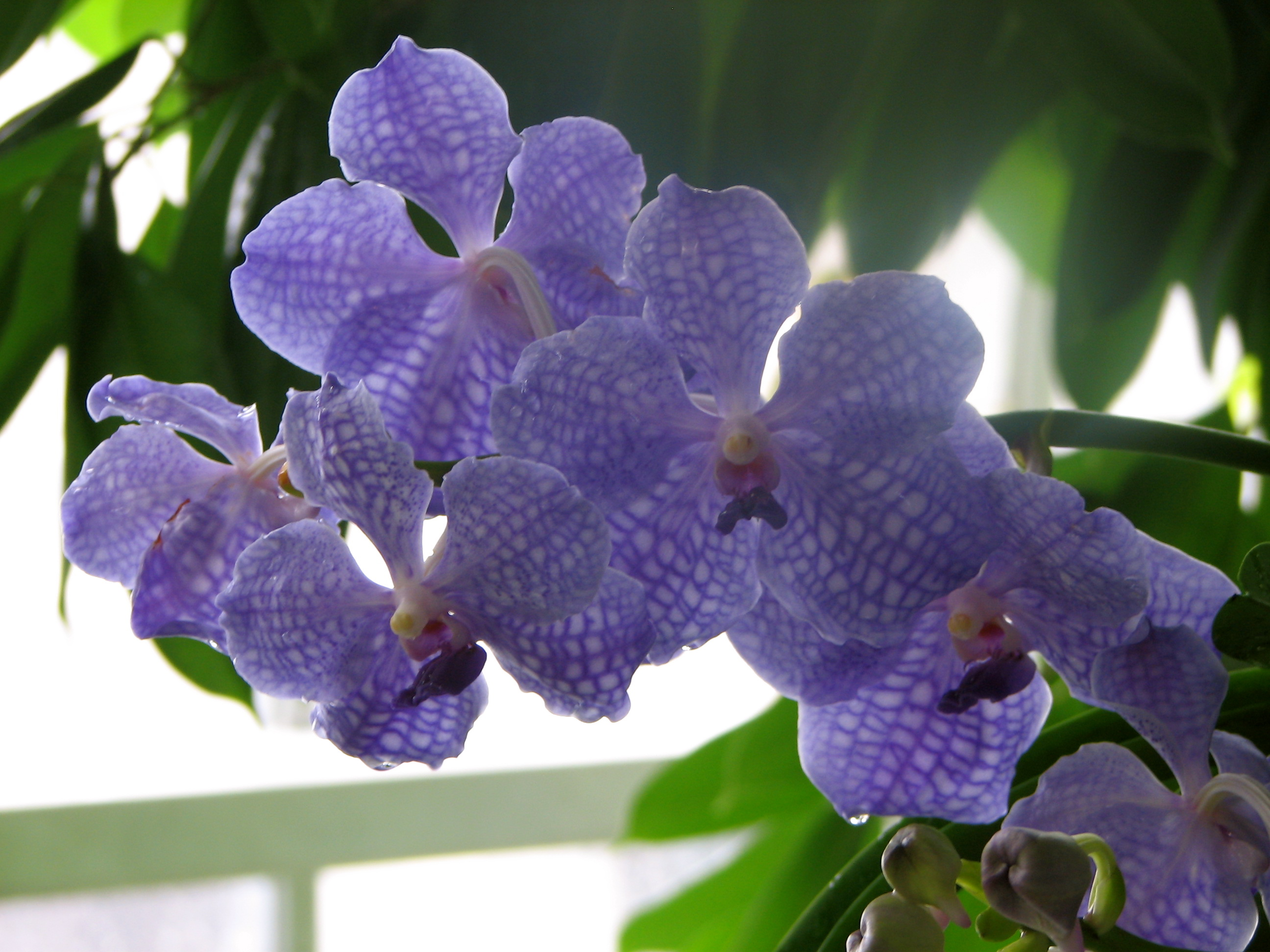
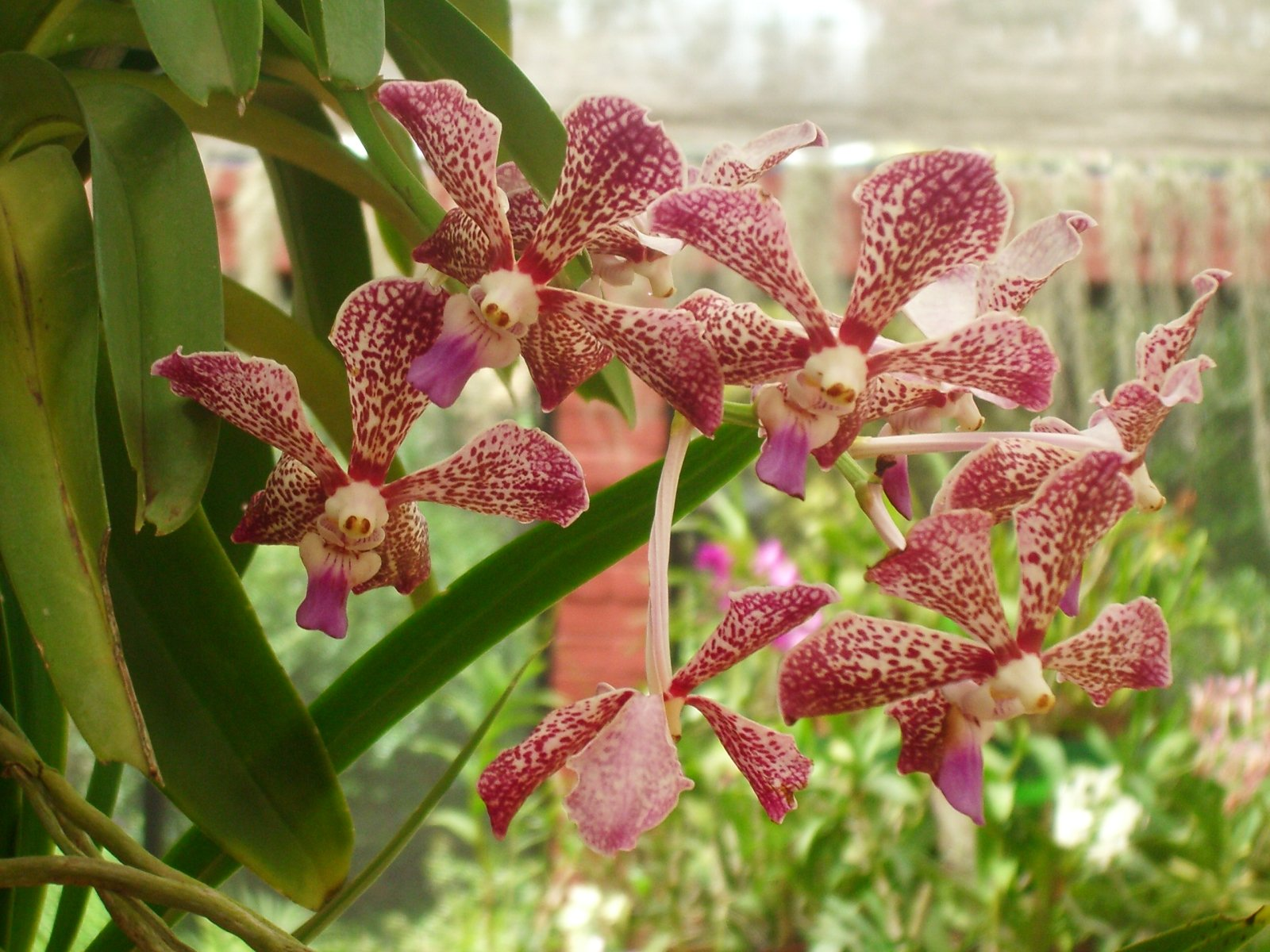
Jardin botanique de Peradeniya, Sri Lanka